# جاك هيوستن
جاك هيوستن (بالإنجليزية: Jack Huston)‏ مواليد 7 ديسمبر 1982 في لندن، إنجلترا، المملكة المتحدة، هو ممثل يهودي إنجليزي بدأ مسيرته الفنية عام 2004.

## الأعمال

### أفلام
- ملحمة الشفق: خسوف
- اقتل أعزائك
- قطار المساء إلى لشبونة
- الكفاح الأمريكي

## روابط خارجية
- جاك هيوستن على موقع IMDb (الإنجليزية)
- جاك هيوستن على موقع ألو سيني (الفرنسية)
- جاك هيوستن على موقع أول موفي (الإنجليزية)
- جاك هيوستن على موقع قاعدة بيانات الأفلام السويدية (السويدية)
- جاك هيوستن على موقع ديسكوغز (الإنجليزية)
- جاك هيوستن على موقع قاعدة بيانات الفيلم (الإنجليزية)
- جاك هيوستن على موقع كينوبويسك (الروسية)